# Pardies-Piétat
Pardies-Piétat – miejscowość i gmina we Francji, w regionie Nowa Akwitania, w departamencie Pireneje Atlantyckie.
Według danych na rok 1990 gminę zamieszkiwało 365 osób, a gęstość zaludnienia wynosiła 49 osób/km² (wśród 2290 gmin Akwitanii Pardies-Piétat plasuje się na 824. miejscu pod względem liczby ludności, natomiast pod względem powierzchni na miejscu 1246.).